# Antonio de las Cuevas y Mejía
Antonio de las Cuevas y Mejía, décimo alcalde del municipio de Rancagua (Rancagua, 1748-ibidem, 1812). Hijo de Alonso de las Cuevas, un español y Maria Mejía, una india de servicio. Había sido miembro del Regimiento de los Dragones de Sagunto, pero posteriormente adoptó la causa patriota, siendo leal al bando Carrerino.
Alcalde de Rancagua en 1811-1812, tuvo una corta alcaldía pues falleció a una avanzada edad en el cargo. Durante su a
| Predecesor: Eugenio de las Cuevas Ramírez | 10º Alcalde de Rancagua 1807-1811 | Sucesor: Juan Calvo y Pino |